# Église du Carmen de Cadix

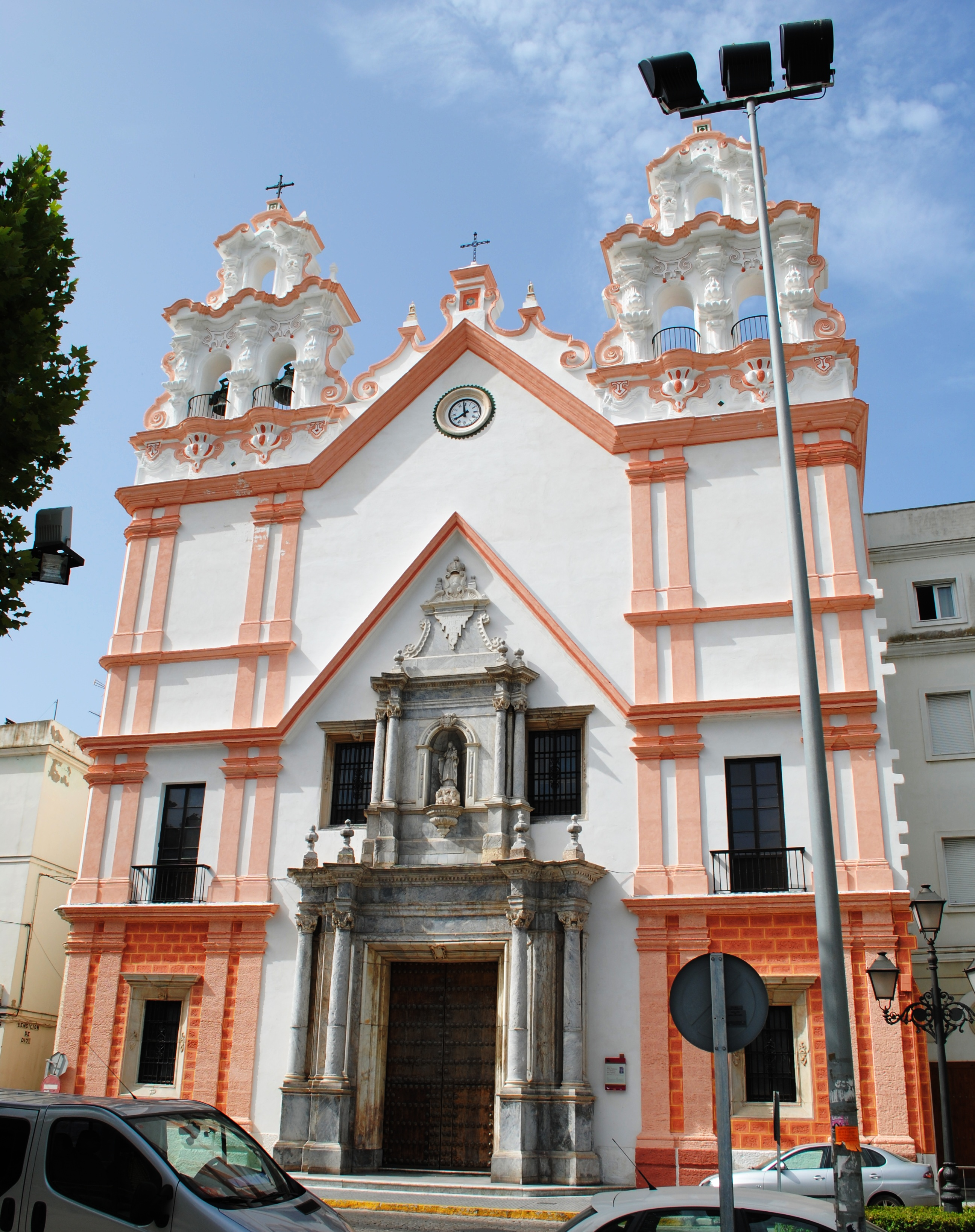
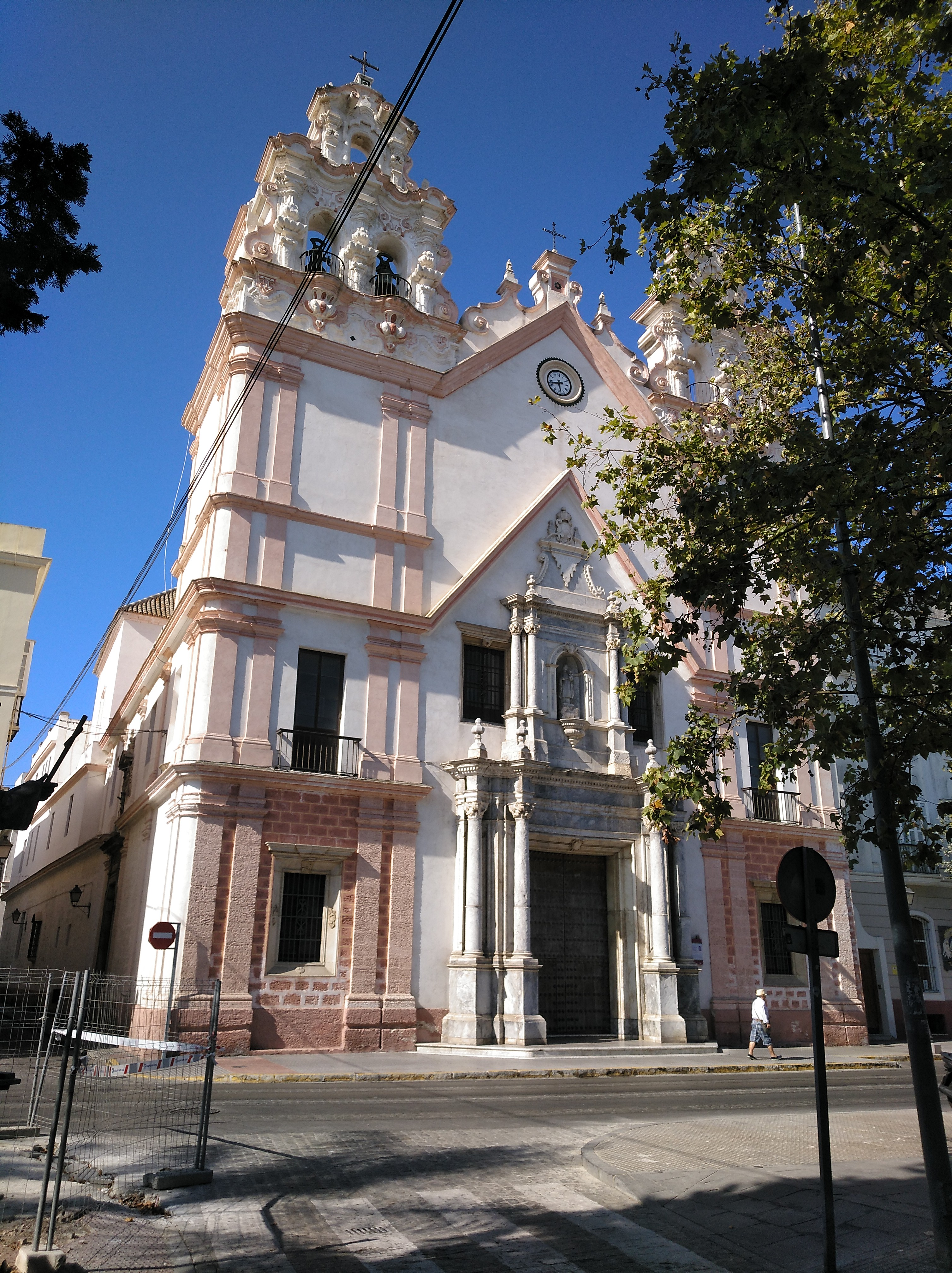

L'église du Carmen ou église Notre Dame du Carmen et Sainte Teresa est située à Cadix en Andalousie (Espagne). Elle est de style baroque.

## Source de traduction
- (es) Cet article est partiellement ou en totalité issu de l’article de Wikipédia en espagnol intitulé « Iglesia del Carmen (Cádiz) » (voir la liste des auteurs).